# Passiflora allantophylla
Passiflora allantophylla är en passionsblomsväxtart som beskrevs av Maxwell Tylden Masters och J. D. Smith. Passiflora allantophylla ingår i släktet passionsblommor, och familjen passionsblomsväxter. Inga underarter finns listade i Catalogue of Life.